# Тетраплатинатрицерий
Тетраплатинатрицерий — бинарное неорганическое соединение
платины и церия
с формулой Ce3Pt4,
кристаллы.

## Получение
- Сплавление стехиометрических количеств чистых веществ:

{\displaystyle {\mathsf {4Pt+3Ce\ {\xrightarrow {1600^{o}C}}\ Ce_{3}Pt_{4}}}}

## Физические свойства
Тетраплатинатрицерий образует кристаллы
тригональной сингонии,
пространственная группа R 3,
параметры ячейки a = 1,3657 нм, c = 0,5781 нм, Z = 6,
структура типа тетрапалладийтриплутония Pu3Pd4
.
Соединение образуется по перитектической реакции при температуре ≈1600°C  (1359°C ).
При температуре 2,8 К в Ce3Pt4 происходит антиферромагнитный фазовый переход
.